# مردم‌سالاری دینی
مردم‌سالاری دینی به معنی این است که اداره و کنترل جامعه، در حوزهٔ سیاسی توسط نمایندگان مردم، مطابق با ارزش‌های دینی و مذهبی صورت می‌گیرد. هدف مردم‌سالاری دینی حفظ و ارتقاء ارزش‌های دینی با توجه به قوانین مدون شده به شکل امروزی است. بر همین اساس، انعطاف در برابر استدلال برتر، از هر شخص خارج از جایگاه اجتماعی و اعتقادی، ملاک اداره یا کنترل جامعه قرار می‌گیرد.

## حکومت مردم‌سالاری مبتنی بر اسلام
در جامعه‌ای که اکثر مردم دین اسلام را به‌عنوان سیستم اخلاقی برتر بپذیرند، مردم‌سالاری اسلامی متصور است. مردم‌سالاری با سیستم اخلاقی مورد قبول اکثریت جامعه رابطه مهمی دارد و حفظ ارزش اجتماعی که معمولاً جزء لاینفک مردم‌سالاری دینی شمرده شده تنها یکی از تعاریف اخلاقی (ادیان الهی یا بشری) مطرح در جامعه است.
از طرف دیگر، دو نظریه اصلی برای عدم وجود امکان چنین حکومتی مطرح شده‌است:
در دیدگاه دیگر، مردم‌سالاری ممکن است در جوامع مسیحی که فاقد شریعت هستند مورد قبول باشد، ولی در یک جامعه اسلامی هرگز نمی‌تواند مورد پذیرش عمومی و کلی قرار بگیرد. چرا که شریعت بیانگر یک نظام جامع زندگی است که التزام به آن وجوب همگانی دارد. در این دیدگاه، هر آنچه خارج از چارچوب احکام ثابت ولی فراگیر شریعت قرار گیرد مردود بوده و حاکمیت مطلق خداوند آن چنان غالب و شایع است که نقشی برای حاکمیت مردم باقی نمی‌گذارد. به تعبیر دیگر، این دیدگاه می‌گوید هر چه جامعه از آزادی کم‌تری برخوردار باشد دین قوی‌تر خواهد بود.

## مبانی فقهی مردم‌سالاری دینی
استنباط مفاهیمی مانند مردم‌سالاری دینی از اسلام به سادگی با شاهد قرار دادن تعدادی آیات و روایات صورت نمی‌پذیرد و نیز فقیه با استفاده از منابع فقهی استنباط احکام می‌کند، نه اینکه سعی او انطباق و تحمیل مفاهیم خارجی به فقه باشد؛ لذا در اینجا به ذکر برخی مستندات و بخشی از سیره پیشگامان و مبتکران این نظریه که ذهن را به مبانی فقهی مردم‌سالاری دینی نزدیک می‌کند بسنده می‌شود.
- معرفی نقش زمان و مکان در فقه پویا توسط سید روح‌الله خمینی در استنباط احکام و اینکه فقه مصطلح کفایت استنباط مسائل روز را نمی‌نماید ضمن تأکید بر اینکه فقه صاحب جواهر همان فقه پویا است.
- تقسیم‌بندی احکام شرع از یک دیدگاه به حکم اولیه، حکم ثانویه و حکم حکومتی که قسم سوم مجمل مشروعیت احکامی است که در حوزه عمومی قرار گرفته و از امور جامع است.
- کلیه استانداردها و ضوابط جوامع مدنی از قبیل قانون اساسی، تأمین اجتماعی، بانک، قانون کار، مالیات، انتخابات، مصوبات مجلس شورای اسلامی و غیره در چارچوب دانش و دستاورد و نیاز بشر امروزی به مقتضیات زمان و مکان در حکم حکومتی قابل مشروعیت یافتن هستند. در واقع نقش حکم حکومتی مشروعیت بخشیدن به نتایج اجتهاد و اجماع نظرات دانشمندان علوم دینی در سطح جامعه اسلامی است. موضوع استبدادی بودن یا نبودن یک حکومت در دکترین اجرایی آن قابل بحث است. (در قوانین مربوط به وظایف شورای نگهبان بخشی از موارد تناقض قانون اساسی جمهوری اسلامی ایران با اصول مردم‌سالاری ملاحظه می‌شود)
- بنا بر نظر سید روح‌الله خمینی حکم حکومتی می‌تواند حتی احکام اولیه و ثانویه را نقض نماید؛ یعنی مصالح جامعه اسلامی شرعاً مقدم بر احکام اولیه و ثانویه خواهد بود. به‌عنوان مثال حکومت اسلامی می‌تواند شرعاً بیمه اجباری کارگران را به تمام کارفرمایان مسلمان و غیر مسلمان تحت حکومت خود قانوناً اجبار کند ولو اینکه این موضوع با حکم اولیه ترازی کارفرما با کارگر در تناقض باشد. در این مثال بیمه جزء هیچ‌یک از احکام اولیه یا ثانویه شرع نبوده بلکه دستاورد جوامع مدنی است.

## موافقان و مخالفان
نظریه مردم‌سالاری دینی مورد قبول برخی دانشمندان و روشنفکران ایرانی از جمله سید محمد بهشتی، سید علی خامنه‌ای و سید محمد خاتمی بوده و در میان روشنفکران مذهبی در سطح جهان نیز طرفدارانی دارد. برخی از اندیشمندان مخالف مردم سالاری هستند و از نظر آنها نقش مردم در حکومت اسلامی ثانوی است.
از سوی دیگر عده‌ای نیز معتقدند وجود واجبات دینی در حوزه عمومی لزوماً دال بر حکومت اسلامی نبوده بلکه می‌توان آن‌ها را به نحوی غیر از حکومت اسلامی _مثلاً اعمال آن‌ها با بهره‌گیری از وجدان مذهبی مسلمانان_ و از طریق نهادهای مدنی تفسیر نمود. این نظر به‌طور کلی هر نوع حکومت اسلامی _خواه مردم‌سالار یا غیر آن_ را رد کرده و معتقد به هیچ قسم همسویی بین اسلام و مردم‌سالاری نیست و دربارهٔ اینکه چطور می‌توان جامعه‌ای را مبتنی بر تنها وجدان اداره کرد یا چگونه می‌توان قوانین کیفری را از طریق نهادهای مدنی اجرا نمود توضیحی ارائه نمی‌دهد.

## مردم‌سالاری و سکولاریسم

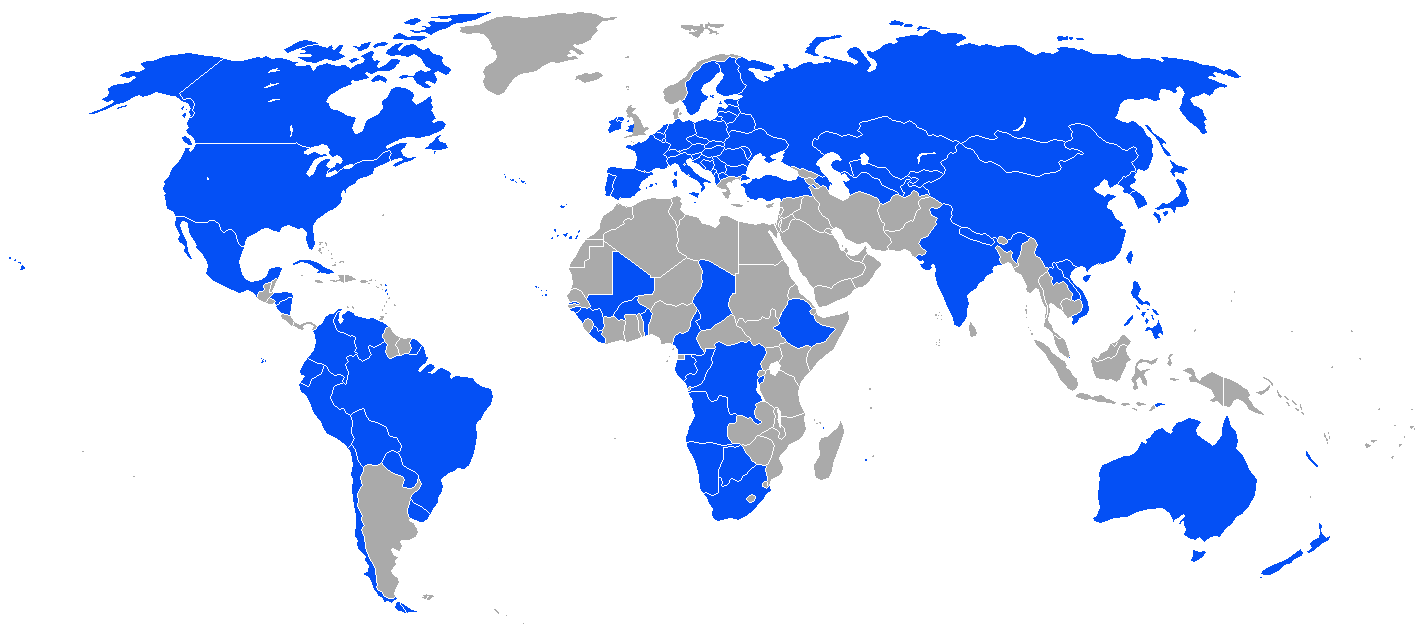
سکولاریسم
کشورهای دارای دین رسمی

مردم‌سالاری وقتی با مفاهیم خاصی مقارن گردد، می‌تواند دینی یا سکولار باشد؛ بنابراین آنچه رنگ و بوی مردم‌سالاری را تغییر می‌دهد همان مشخصات و اجزای خاصه یک جامعه است. مردم‌سالاری دینی نمونه‌ای است که نشان می‌دهد چگونه ارزش‌های مردم‌سالارانه می‌تواند در پهنای فرهنگی متفاوتی از آنچه تاکنون شناخته شده‌است، وجود داشته باشد. اما در یک جامعه سکولار مشخصات و ارزش‌های دیگری مهم تلقی شده و بر آن تمرکز ایجاد شده و مبنای مردم‌سالاری قرار می‌گیرد.
باید توجه داشت لیبرالیسم نسبی‌گرا و مردم‌سالاری، یکسان نمی‌باشند؛ چرا که مردم‌سالاری وقتی ایمان را دربرداشته باشد، نقض نمی‌شود بلکه هنگامی نقض می‌شود که عقیده خاصی تحمیل شده باشد یا بی‌ایمانی مجازات شود.

## پیوندهای وابسته
- سیاست در اسلام